# Liste antiker Ortsnamen und geographischer Bezeichnungen/Ju
| Lateinischer Name  | Griechischer Name         | Beschreibung                                                      | Heute                                                 | Quellen und Verweise | Lage |
| ------------------ | ------------------------- | ----------------------------------------------------------------- | ----------------------------------------------------- | -------------------- | ---- |
| Judaea             | Ἰουδαία (Ioudaia)         | Gebiet beiderseits des Jordan in Palästina, auch römische Provinz |                                                       | Smith;               |      |
| Judah              |                           | Königreich in Palästina mit Hauptstadt Jerusalem                  |                                                       | Smith;               |      |
| Julia Constantia   |                           |                                                                   |                                                       | Smith;               |      |
| Julia Fidentia     |                           |                                                                   |                                                       | Smith;               |      |
| Julia Joza         |                           |                                                                   |                                                       | Smith;               |      |
| Julia Libyca       |                           |                                                                   |                                                       | Smith;               |      |
| Julia Myrtilis     |                           |                                                                   |                                                       | Smith;               |      |
| Julia Romula       |                           |                                                                   |                                                       | Smith;               |      |
| Julia Transducta   |                           |                                                                   |                                                       | Smith;               |      |
| Julia Victrix      |                           |                                                                   |                                                       | Smith;               |      |
| Juliacum           |                           |                                                                   |                                                       | Smith;               |      |
| Julianopolis       |                           |                                                                   |                                                       | Smith;               |      |
| Julias             |                           |                                                                   |                                                       | Smith;               |      |
| Juliobona          |                           |                                                                   |                                                       | Smith;               |      |
| Juliobriga         |                           |                                                                   |                                                       | Smith;               |      |
| Juliomagus         | Ἰουλιόμαγος (Iouliomagos) | Stadt der Germania prima                                          | bei Schleitheim im Kanton Schaffhausen in der Schweiz |                      |      |
| Juliomagus         | Ἰουλιόμαγος (Iouliomagos) | Siedlung in Gallien                                               | Angers in Frankreich                                  | Smith;               |      |
| Juliopolis         |                           |                                                                   |                                                       | Smith;               |      |
| Juliopolis Aegypti |                           |                                                                   |                                                       | Smith;               |      |
| Julium Carnicum    |                           |                                                                   |                                                       | Smith;               |      |
| Juncaria           |                           |                                                                   |                                                       | Smith;               |      |
| Junonia Insula     |                           |                                                                   |                                                       | Smith;               |      |
| Jura               |                           | Gebirgszug in Germania prima                                      | Juragebirge in Frankreich und der Schweiz             | Smith;               |      |
| Jurcae             |                           |                                                                   |                                                       | Smith;               |      |
| Justiniana         |                           |                                                                   |                                                       | Smith;               |      |
| Justiniana Prima   |                           | byzantinische Stadt im Nordwesten von Dacia                       | Caričin Grad in Serbien                               |                      |      |
| Justinianopolis    |                           | siehe Anazarbus                                                   |                                                       |                      |      |
| Justinianopolis    |                           | siehe Coptos                                                      |                                                       |                      |      |
| Justinianopolis    |                           | siehe Hadrumetum                                                  |                                                       |                      |      |
| Justinianopolis    |                           | siehe Martyropolis                                                |                                                       |                      |      |
| Justinianopolis    |                           | siehe Mocissus                                                    |                                                       |                      |      |
| Juthungi           |                           |                                                                   |                                                       | Smith;               |      |
| Juttah             |                           |                                                                   |                                                       | Smith;               |      |
| Juvavum, Juvavia   |                           | Stadt in Norikum                                                  | Salzburg in Österreich                                | Smith;               |      |